# جام ملت‌های اروپا ۱۹۸۰
جام ملت‌های اروپا ۱۹۸۰ ششمین دوره مسابقات جام ملت‌های اروپا است که در سال ۱۹۸۰ در ایتالیا برگزار شد، مسابقه‌های این دوره در بازه زمانی ۱۱ ژوئن تا ۲۲ ژوئن ۱۹۸۰ برگزار شد.
برای اولین بار در این دوره از مسابقات هشت تیم شرکت داشتند که به دو گروه چهار تیمی تقسیم شدند که تیم‌های اول به فینال راه پیدا می‌کردند و تیم‌های دوم در یک مسابقه رودررو جایگاه سوم را تعیین می‌کردند. این برای اولین بار بود که تیم میزبان بدون شرکت در مقدماتی به مرحله نهایی راه پیدا می‌کرد، اتفاقی که سالها بود در جام جهانی می‌افتاد.

## ورزشگاه‌های این دوره
ورزشگاه‌هایی که در این دوره مورد استفاده قرار گرفتند: ورزشگاه المپیک رم، ورزشگاه سن سیرو میلان، ورزشگاه سن پائولو ناپل و ورزشگاه المپیک تورین تورین بود.

## دوره مقدماتی
در مرحله مقدماتی ۳۱ تیم در هفت گروه با هم به رقابت پرداختند، بازی‌ها بین ماه مه سال ۱۹۷۸ تا فوریه ۱۹۸۰ برگزار شد و دیدارهای برخی گروه‌ها زودتر از سایر گروه‌ها به پایان رسید.

## دوره نهایی

### گروه اِی
بازی‌های گروه A با تکرار فینال دوره پیش آغاز شد: چکسلواکی و آلمان غربی نمایشی داشتند که در مقایسه با فینال چهار سال پیش کمی سطح پایین به نظر می‌رسید و آلمان با گل کارل هاینس رومنیگه پیروز شد. هلند با پنالتی کیس کیست یونان را برد، ولی نبرد آنها با آلمان غربی پرگل بود. برند شوستر جوان تیم را سرشار از انرژی و هدف ساخته بود و سه پاس گل داد تا کلاوس آلوفس هت‌تریک کند و آلمان از هلند سه بر صفر پیش بیفتد. لوتار ماتئوس ۱۹ ساله که اولین بازی ملی‌اش را تجربه می‌کرد یک پنالتی داد و جانی رپ آن را به گل تبدیل کرد و سپس ویلی فن ده کرکوف بازی را سه بر دو کرد.
چکسلواکی هم باخت یک بر صفر مقابل یونان را با برد سه بر یک عوض کرد. دو دیدار دیگر گروه A با تساوی همراه بود. بازی چک و هلند که به تساوی یک بر یک رسید تنها ۴۷۲۶ تماشاگر داشت و آلمانی‌ها بدون شوستر به تساوی بدون گل با یونان رسیدند.

### گروه بی
گروه B با بازی در تورین آغاز شد و بلژیک با گل یان کولمان توانست گل ری ویلکینز برای انگلیس را پاسخ دهد. شورش در سکوها با گاز اشک‌آور به پایان رسید، و این گاز به زمین مسابقه هم سرایت کرد و باعث توقف بازی شد!
اسپانیا در میلان با ایتالیا بدون گل مساوی کرد و سپس دو بر یک به بلژیک باخت. ایتالیا باید دو بر صفر انگلیس را می‌بردند تا مانع آن شوند که بلژیک با تنها یک مساوی صعود کند، اما تنها یک گل زدند که مارکو تاردلی آن را به ثمر رساند. تساوی بدون گل با بلژیک به معنای ناکامی میزبان از رسیدن به فینال بود چرا که آنها کمتر گل زده بودند. ایتالیا در دیدار رده‌بندی بهتر بازی کرد ولی تساوی یک بر یک با چکسلواکی بازی را به پنالتی کشاند.

## فینال رقابت‌ها
آلمانی‌ها برای سومین بار پیاپی به فینال رسیدند. مردان یوپ دروال دومین قهرمانی خود را کسب کردند که با الهام گرفتن از دید و سرعت برند شوستر به دست آمد. هورست هروبش هم به شکلی شگفت‌انگیز قهرمان آلمانی‌ها شد. شوستر روی حرکتی قطری با کلاوس آلوفس پاس‌هایی را رد و بدل کرد و سپس توپ را با پاس چیپ مقابل پای هروبش انداخت و او که تنها به ضربات سرش مشهور بود با شوت در دقیقه ۱۰ گل زد.
هانسی مولر یک موقعیت خوب را از دست داد و ژان ماری فاف دروازه‌بان بلژیک ضربات آلوفس و شوستر را مهار کرد. بلژیک سعی کرد به بازی برگردد و ضربه رنه فان‌دریکن را هارالد شوماخر به خوبی دفع کرد. سپس فرانسوا فان‌درالست با خطای اولی اشتلیکه متوقف شد و این پنالتی را فان‌دریکن در دقیقه ۷۵ به گل تبدیل کرد.
آلمان غربی در اواخر بازی به گل دوم رسید. فاف روی کرنر اشتباه کرد و هروبش با ضربه سر گل دوم را زد. این دومین گل ملی او بود؛ و در نهایت آلمان غربی که هانس پیتر بریگل را به دلیل مصدومیت در اواسط بازی از دست داد توانست قهرمان شود.

## بازیکن برتر
برند شوستر، هافبک تهاجمی کلن در دو برد آلمان غربی کلیدی بود و با قدرت، سرعت و بازی زیبایش تورنمنت را به تسخیر درآورد. او چهار گل برای تیمش ساخت.
این بازیکن ۲۰ ساله پس از این رقابت‌ها به بارسلونا پیوست و در آن‌جا درخشید. او بازی‌ها را دیکته می‌کرد، گل می‌زد و در سال ۱۹۸۵ هم قهرمان لالیگا شد.

## لحظات به یادماندنی
هورست هروبش زمانی به تیم ملی دعوت شد که پای کلاوس فیشر شکست. هروبش که لقب هیولا داشت بسیار دیر پدیده شد ولی در فینال با ضربه سر محکم همیشگی‌اش گل برتری را زد. این بهترین لحظه دوران ورزشی او تا حالاست. او در پنجمین بازی ملی خود این گل را زد. او سه هفته پیشتر در فینال جام باشگاه‌های اروپا نمایشی ضعیف داشت و با هامبورگ به ناتینگهام فارست باخت.

## تیم‌های حاضر در مرحله نهایی جام
- بلژیک
- چکسلواکی
- انگلستان
- یونان
- ایتالیا (به عنوان میزبان بدون شرکت در مسابقه‌های مقدماتی در مرحله نهایی حاضر شد)
- هلند
- اسپانیا
- آلمان غربی

## ورزشگاه‌ها
| رم            | میلان         | ناپل          | تورین         |
| ------------- | ------------- | ------------- | ------------- |
| المپیک        | جوزپه مهاتزا  | سن پائولو     | کوموناله      |
| ظرفیت: ۸۶٬۵۰۰ | ظرفیت: ۸۵٬۷۰۰ | ظرفیت: ۷۲٬۸۰۰ | ظرفیت: ۵۰٬۰۰۰ |
|               |               |               |               |

## داوران بازی‌ها
| اتریش - Erich Linemayr آلمان شرقی - Adolf Prokop انگلیس - پت پارتریج فرانسه - Robert Wurtz مجارستان - کاروی پالوتایی ایتالیا - Alberto Michelotti | هلند - Charles Corver پرتغال - António Garrido رومانی - نیکولا راینا اسکاتلند - Brian McGinlay ترکیه - Hilmi Ok آلمان غربی - Heinz Aldinger |

## نتایج

### گروه‌بندی
All times are CEST/یوتی‌سی ۲:۰۰+

#### گروه اِی
| تیم        | بازی | برد | مساوی | باخت | زده | خورده | تفاضل | امتیاز |
| ---------- | ---- | --- | ----- | ---- | --- | ----- | ----- | ------ |
| آلمان غربی | ۳    | ۲   | ۱     | ۰    | ۴   | ۲     | +۲    | ۵      |
| چکسلواکی   | ۳    | ۱   | ۱     | ۱    | ۴   | ۳     | +۱    | ۳      |
| هلند       | ۳    | ۱   | ۱     | ۱    | ۴   | ۴     | ۰     | ۳      |
| یونان      | ۳    | ۰   | ۱     | ۲    | ۱   | ۴     | −۳    | ۱      |

| چکسلواکی | ۰ – ۱  | آلمان غربی     |
| -------- | ------ | -------------- |
|          | Report | Rummenigge ۵۷' |

| هلند              | ۱ – ۰  | یونان |
| ----------------- | ------ | ----- |
| Kist ۶۵' (پنالتی) | Report |       |

| آلمان غربی           | ۳ – ۲  | هلند                                  |
| -------------------- | ------ | ------------------------------------- |
| Allofs ۲۰'، ۶۰'، ۶۵' | Report | Rep ۷۹' (پنالتی) · van de Kerkhof ۸۵' |

| یونان            | ۱ – ۳  | چکسلواکی                            |
| ---------------- | ------ | ----------------------------------- |
| Anastopoulos ۱۴' | Report | Panenka ۶' · Vízek ۲۶' · Nehoda ۶۳' |

| هلند     | ۱ – ۱  | چکسلواکی   |
| -------- | ------ | ---------- |
| Kist ۵۹' | Report | Nehoda ۱۶' |

| یونان | ۰ – ۰  | آلمان غربی |
| ----- | ------ | ---------- |
|       | Report |            |

#### گروه بی
| تیم      | بازی | برد | مساوی | باخت | زده | خورده | تفاضل | امتیاز |
| -------- | ---- | --- | ----- | ---- | --- | ----- | ----- | ------ |
| بلژیک    | ۳    | ۱   | ۲     | ۰    | ۳   | ۲     | +۱    | ۴      |
| ایتالیا  | ۳    | ۱   | ۲     | ۰    | ۱   | ۰     | +۱    | ۴      |
| انگلستان | ۳    | ۱   | ۱     | ۱    | ۳   | ۳     | ۰     | ۳      |
| اسپانیا  | ۳    | ۰   | ۱     | ۲    | ۲   | ۴     | −۲    | ۱      |

| بلژیک         | ۱ – ۱  | انگلستان    |
| ------------- | ------ | ----------- |
| Ceulemans ۲۹' | Report | Wilkins ۲۶' |

| اسپانیا | ۰ – ۰  | ایتالیا |
| ------- | ------ | ------- |
|         | Report |         |

| بلژیک                  | ۲ – ۱  | اسپانیا           |
| ---------------------- | ------ | ----------------- |
| Gerets ۱۷' · Cools ۶۵' | Report | انریکه کاسترو ۳۶' |

| انگلستان | ۰ – ۱  | ایتالیا      |
| -------- | ------ | ------------ |
|          | Report | Tardelli ۷۹' |

| اسپانیا           | ۱ – ۲  | انگلستان                    |
| ----------------- | ------ | --------------------------- |
| Dani ۴۸' (پنالتی) | Report | Brooking ۱۹' · Woodcock ۶۱' |

| ایتالیا | ۰ – ۰  | بلژیک |
| ------- | ------ | ----- |
|         | Report |       |

### مقام سوم رقابت‌ها
| چکسلواکی                                                                        | ۱ – ۱  | ایتالیا                                                                                    |
| ------------------------------------------------------------------------------- | ------ | ------------------------------------------------------------------------------------------ |
| Jurkemik ۵۴'                                                                    | Report | Graziani ۷۳'                                                                               |
| ضربات پنالتی                                                                    |        |                                                                                            |
| Masný · Nehoda · Ondruš · Jurkemik · Panenka · Gögh · Gajdůšek · Kozák · Barmoš | ۹ – ۸  | Causio · Altobelli · Baresi · Cabrini · Benetti · Graziani · Scirea · Tardelli · Collovati |

### فینال جام
| بلژیک                 | ۱ – ۲  | آلمان غربی     |
| --------------------- | ------ | -------------- |
| فاندریکن ۷۵' (پنالتی) | Report | هروبش ۱۰'، ۸۸' |

### گل‌های زده این جام
در مجموع ۱۴ بازی ۲۷ گل به ثمر رسید و آمار ۱٫۹۳ برای هر بازی رقم خورد
۳ گل زده
- کلاوس آلوفس

دو گل زده
- هورشت هروبش
- Zdenek Nehoda
- کیس کیست

یک گل زده
- یان کولمانس
- ژولین کولس
- اریک گرتس
- رنه فاندریکن
- Ladislav Jurkemik
- آنتونین پاننکا
- لادیسلاو ویزک
- ترور بروکینگ
- رای ویلکینز
- تونی وودکاک
- کارل هاینس رومنیگه
- نیکوس آناسنتوپولوس
- فرانچسکو جرازیانی
- مارکو تاردلی
- جانی رپ
- ویلی فن ده کرکوف
- دانی
- انریکه کاسترو